# Netěchovice
Netěchovice est un village de Tchéquie faisant partie de nos jours de la commune de Týn nad Vltavou dans le district de České Budějovice. 
Il est situé à 3,5 km au nord-est de Týn nad Vltavou. Il compte 106 habitants au recensement de 2021.

## Personnalité
- Karl Komzak (1823-1893), chef d'orchestre et compositeur, y est né.
- Vojtěch Krž (cs) (1861-1924), homme politique, y est né.